# 大泉健斗
大泉 健斗（おおいずみ けんと、1994年2月20日 - ）は、ニッポン放送CP局報道スポーツコンテンツセンタースポーツ部のアナウンサー。

## 来歴
東京都墨田区出身。小学校1年生時の2000年9月24日、読売ジャイアンツ×中日ドラゴンズ戦での江藤智、二岡智宏の逆転サヨナラ優勝胴上げをテレビ中継で見て野球に憧れ、小学3年生から近所の少年野球チーム加入し競技を開始。
墨田区立両国中学校、淑徳巣鴨高等学校時代は野球部でプレー。
その後、立教大学でも硬式野球部に所属。外野手であったが4軍扱いだったため、田中和基（現：東北楽天）のサポートメンバーをしていた。また、同級生に大城滉二（オリックス・バファローズ）、齋藤俊介（横浜DeNAベイスターズ）、松本直樹（東京ヤクルトスワローズ）がいる。
大学在籍時からスポーツ実況アナウンサーを志し就職活動をしたが採用されず、2016年3月に同大学現代心理学部映像身体学科を卒業後の同年4月、読売広告社に入社、営業職として勤務。
しかし、前述のスポーツを実況する仕事への憧れが忘れられず、アナウンサー職を志しテレビ朝日アスクに通ってアナウンス技術を学び、地方局所属の女性アナウンサーの知人を介して現在の先輩である松本秀夫にアドバイスを乞いに訪ね、アナウンサー受験の薦めを貰った。
以後、第2新卒扱いで就職活動に臨み、ニッポン放送への採用が内定したため2017年5月31日付で読売広告社を退職。翌6月1日付でアナウンサーとしてニッポン放送の子会社であるミックスゾーンに入社し、出向扱いでニッポン放送に所属。
ニッポン放送では、アナウンサー研修を経て、2017年7月からプロ野球中継の途中経過リポートを担当。同年10月5日の埼玉西武ライオンズ対北海道日本ハムファイターズ戦中継（メットライフドーム）で、ベンチリポートを初めて担当し、2018年5月9日の西武対福岡ソフトバンクホークス戦中継（メットライフドーム）で予備カード扱いの実況中継デビュー。この試合の8回表に内川聖一のNPB一軍公式戦通算2000本安打達成の瞬間を伝えた音源が、当日の『ショウアップナイターハイライト』で放送された。
同年7月12日のフレッシュオールスターにてショウアップナイターの初実況を担当し。同年9月18日のショウアップナイター・埼玉西武×北海道日本ハムにて、正式にニッポン放送での実況デビューを果たした。
2019年9月24日には、ZOZOマリンスタジアムで埼玉西武、2021年10月26日には、東京ヤクルトスワローズのリーグ優勝試合の実況を担当した。東京ヤクルトのテレビ放送実況中継試合が、ニッポン放送と同じメディアグループであるフジテレビでは無かった為、同局のスポーツ番組にて、同録音源としても採用された。
また『ショウアップナイター』の実況デビューと同じ年である、2018年11月24日に行われた『Jリーグ RADIO』のJ1リーグ第33節、湘南ベルマーレ対浦和レッドダイヤモンズ中継のゴール裏リポーターデビューし、翌年の2019年10月26日に埼玉スタジアム2002で行われた2019JリーグYBCルヴァンカップ 決勝 北海道コンサドーレ札幌×川崎フロンターレ中継の実況を担当。
ニッポン放送では放送の時間尺に収まり切れなかった、PK戦の模様を再構成した『10.26の回顧録〜ルヴァンカップ決勝の知られざる物語〜』としてJリーグ公式YouTubeアカウントにて配信され、実況音源が採用された。
コロナ禍にて2021年7月に1年延期された2020年東京オリンピックで、先輩である吉田尚記と共に同局の番組縦断リポーターとして、競技会場からリポートを行った。
2022年3月24日の2022 FIFAワールドカップ・アジア3次予選第9戦のオーストラリア 対 日本戦（シドニー：スタジアム・オーストラリア）の実況を担当。日本のワールドカップ出場決定を実況した。
2022年現在『ショウアップナイター』では、主に裏ローテを担当している。
2024年には読売ジャイアンツのセントラル・リーグ優勝、横浜DeNAベイスターズのクライマックスシリーズ優勝、DeNAの日本シリーズ優勝を全て『ショウアップナイター』で実況するという機会に恵まれた。

## 人物
- 立教大野球部時代は送球イップスに陥り、満足なプレーが出来ず前述の4軍所属にも繋がった。4年時にイップスを克服して3軍に上がった[1]。
- 大学1年時、野球部の練習が辛く退部するか迷った際に心の支えになったのがももいろクローバーZ。アイドルらしからぬパフォーマンスに魅了され、所謂「モノノフ」となった[1]。メンバーの佐々木彩夏推しであることを公言している。後に、自身が実況を担当する『ショウアップナイター』2021年セ・パ交流戦企画の、埼玉西武×阪神タイガース戦にて、高城れにと玉井詩織と共演[24]。この実況を契機に後日、同局で放送している『ももいろクローバーZ ももクロくらぶxoxo』に複数回出演した。
- 2024年11月14日、以前より交際していた女性と婚姻届けを提出した[4]。

## 出演番組

### 現在
- ニッポン放送ショウアップナイター（2017年7月 - ） 
  - ショウアップナイタープレイボール（2019年（水曜）、2020年6月16日 - 11月3日（火曜）、2021年3月26日 - （金曜））
  - ショウアップナイターハイライト（2019年（水曜）、2020年6月23日 - 11月3日（火曜）、2021年3月26日 - （金曜））
- RCCカープナイター（2018年 - 、RCCラジオ）※首都圏ビジターゲーム裏送り
- Jリーグ RADIO（2018年11月24日 - ）
- 日曜競馬ニッポン→競馬中継（土田晃之 日曜のへそ内）

### 過去
- 今夜もオトパラ!
- Billboard JAPAN HOT100 COUNTDOWN（2017年11月11日 - 2018年2月） ※ニュース読み
- 有楽町930ステーション（2020年3月29日 - ） - パーソナリティ ※日曜
- 草野満代 夕暮れWONDER4（2018年11月 - ） - スポーツWONDER4
- Go!Go! World Soccer!!（2020年11月11日 - 2021年3月24日） - パーソナリティ
- 鶴光の噂のゴールデンリクエスト（2020年11月11日 - 2021年3月24日） -スポーツニュースショウアップ ※水曜
- ラジオ・チャリティー・ミュージックソン
  - 2018年12月25日、ありがとう募金隊
  - 2019年12月24日、スマイル募金隊
- ニッポン放送ニューイヤースペシャル 松田丈志 Starting Over2019（2019年1月1日） - 手ぶらで返さない中継隊 ※リポーター
- ニッポン放送新春スペシャル スポーツイヤー START UP 2020（2020年1月1日） - オリンピック聖地巡礼中継隊 ※リポーター
- 東京マラソン2020（2020年3月1日） - 10km地点（日本橋）中継リポーター[25]
- ザ・フォーカス〜フライデースペシャル（2020年3月20日、5月15日） - 代理パーソナリティ ※後半分
- 飯田浩司のOK! Cozy up!（2020年6月9日、19日） - NPB電話リポート
  - TOKYO TODAY'S REPORT（2021年7月23日 - 8月6日） - リポーター
- 伊集院光のタネ（2024年12月12日・13日） - アシスタント